# Jerrold R. Zacharias
Jerrold Reinach Zacharias (Jacksonville, Flórida, 23 de janeiro de 1905 — 16 de julho de 1986) foi um físico americano e professor no MIT, e reformador da educação. Seu trabalho científico foi na área de física nuclear.

## Biografia
Jerrold Zacharias nasceu em 23 de janeiro de 1905 em Jacksonville, Flórida.
Zacharias se envolveu em ambos o Laboratório de Radiação no MIT e o Projeto Manhattan. Ele ajudou a construir o departamento de física no MIT depois da guerra, e recrutou Bruno Rossi e Victor Weisskpof para o instituto. Durante a Guerra Fria ele foi o chefe de muitos estudos relacionados a defesa nacional realizados na MIT (Projeto Hartwell, Projeto Charles, Projeto ''Lâmpada'') e fundou o Physical Science Study Committee, mudando o ensino de física nos Estados Unidos.
Zacharias também desenvolveu a primeira versão prática do Relógio Atômico a Feixe Efusivo de Césio, que depois foi aceito como o padrão de medida de tempo. 
Em 1954 ele testemunhou na audiência de segurança de J. Robert Oppenheimer, onde ele foi acusado de participar na conspiração conhecida como "ZORC" (Zacharias, Oppenheimer, Rabi, Charles Lauritsen) que estaria ameaçando a segurança nacional dos EUA (Pelo contrário, Zacharias fez muitas pesquisas para colaborar com a segurança nacional). Ele foi investigado por agentes do Senador Joseph McCarthy, com quem Zacharias não cooperou (levando ao medo de que ele poderia perder seu emprego). 
Ele foi premiado com a Medalha Oersted em 1961. 
Durante a administração de Lyndon B. Johnson, Zacharias trabalhou para o Departamento de Ciência e Tecnologia da Casa Branca. Nos anos 1960 ele apresentou uma série da palestras  na Universidade Tufts que funcionou como uma faísca para a formação da organização pioneira de artistas-nas-escolas Colaborativa Professores & Escritores. Zacharias continuou a reforma educacional durante os anos 1960 e 1970 por projetos como Elementary Science Study e o programa educacional de TV Infinity Factory. Ele também fundou o Centro de Desenvolvimento Educacional, uma organização global que desenvolve currículos de matemática e ciência.
Zacharias morreu aos 81 anos.